# VfR Mannheim
VfR Mannheim este un club sportiv din Mannheim, Germania. Este notabil pentru echipa de fotbal dar și pentru echipele de baseball și handbal feminin.

## Fotbal
Clubul a luat naștere după ce cluburile Mannheimer Fußball-Gesellschaft 1896, Mannheimer Fußball-Club Viktoria 1897 și Union VfB Mannheim 1897 au fuzionat în anul 1911. În anul 1925 echipa a devenit campioana Germaniei de sud.
În 1949 clubul a obținut cel mai mare succes. Echipa a cucerit Campionatul Național, învingând în finală Borussia Dortmund cu 3-2. În sezonul 1958-1959 echipa a reușit să ajungă în semifinala Cupei Germaniei.

## Baseball
Echipa de baseball are în palmares cinci titluri naționale, 1965, 1966, 1970, 1983 și 1992.

## Handbal feminin
Handbalistele din Mannheim au câștigat de trei ori campionatul național, în anii 1939 și 1941 (handbal în 11) și în 1972 (handbal în 7).